# Titularbistum Thuccabora
Thuccabora (ital.: Tuccabora) ist ein Titularbistum der römisch-katholischen Kirche.
Es geht zurück auf einen untergegangenen Bischofssitz in der gleichnamigen antiken Stadt, die in der römischen Provinz Africa proconsularis (heute nördliches Tunesien) lag. Der Bischofssitz war der Kirchenprovinz Karthago zugeordnet.
| Titularbischöfe von Thuccabora |                                                     |                                                 |                   |                   |
| Nr.                            | Name                                                | Amt                                             | von               | bis               |
| 1                              | Benno Walter Gut OSB Titularerzbischof pro hac vice | Abtprimas der Benediktiner                      | 10. Juni 1967     | 26. Juni 1967     |
| 2                              | Jean-Marie-Gaëtan Ogez MAfr                         | emeritierter Bischof von Mbarara (Uganda)       | 25. November 1968 | 20. Oktober 1976  |
| 3                              | Pedro Rosales Dean                                  | Weihbischof in Davao (Philippinen)              | 12. Dezember 1977 | 23. Juli 1980     |
| 4                              | Christian Vicente Noel                              | Weihbischof in Cagayan de Oro (Philippinen)     | 1. Oktober 1981   | 6. September 1986 |
| 5                              | Orlando Antonio Corrales García                     | Weihbischof in Medellín (Kolumbien)             | 28. Januar 1998   | 9. April 2001     |
| 6                              | Francisco González Hernández OP                     | Apostolischer Vikar von Puerto Maldonado (Peru) | 15. Mai 2001      |                   |